# Consiglio della Rivoluzione islamica

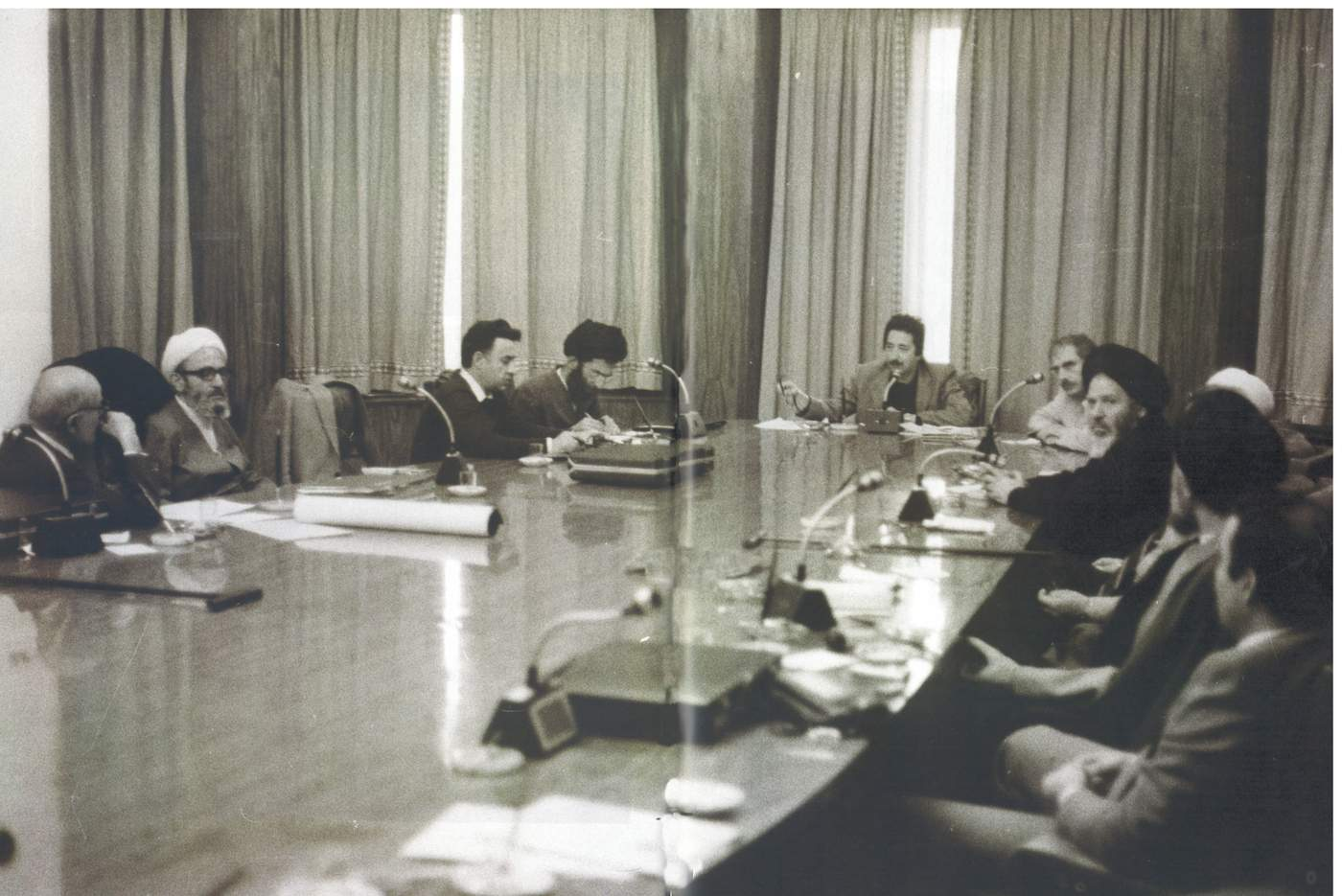
Consiglio della Rivoluzione Islamica - Da sinistra Mehdi Bazargan, Mohammad-Reza Mahdavi Kani, Yadollah Sahabi, Ali Khamenei, Abolhassan Banisadr (Capo del consiglio), Hassan Habibi, Abdul-Karim Mousavi Ardebili

Il Consiglio della Rivoluzione islamica (in persiano شورای انقلاب اسلامی‎, Šūrā-ye enqelāb-e eslāmī) era un gruppo creato dall'Ayatollah Ruhollah Khomeini il 10 gennaio 1979, poco prima del suo ritorno in Iran, per gestire la rivoluzione iraniana. Nei mesi successivi il Consiglio emanò centinaia di sentenze e leggi, che riguardavano qualsiasi ambito, dalla nazionalizzazione delle banche agli stipendi degli infermieri. La sua esistenza fu tenuta segreta durante i primi tempi meno sicuri della rivoluzione, e i suoi membri e l'esatta natura di ciò che fece il Consiglio rimasero nascosti pubblicamente fino all'inizio del 1980. Alcuni membri del Consiglio come Motahhari, Taleqani, Bahonar, Beheshti, Qarani morirono durante la guerra Iran-Iraq o furono assassinati dal MKO durante il consolidamento della rivoluzione iraniana. La maggior parte di coloro che rimasero, furono estromessi dal regime.

## Panoramica

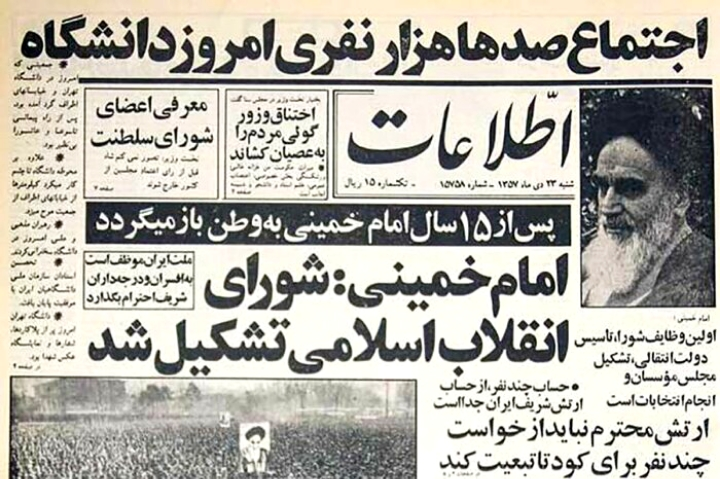
Giornale Ettela'at, Consiglio della Rivoluzione Islamica

Il Consiglio era composto da sette figure religiose legate a Khomeini, sette esponenti dell'opposizione laica e due rappresentanti delle forze di sicurezza. Secondo Akbar Hashemi Rafsanjani, Khomeini scelse come membri Beheshti, Motahhari, Rafsanjani, Bahonar, Mir-Hossein Mousavi e Musavi Ardabili. Questi invitarono altri alla funzione: Bazargan, Taleqani, Khamenei, Banisadr, Mahdavi Kani, Sahabi, Katirayee, Javadi, Qarani e Masoodi, Moinfar, Minachi (fino al 1979) e Ghotbzadeh.
Il Consiglio propose Bazargan come Primo Ministro del Governo ad interim dell'Iran, cosa che Khomeini accettò.
Il Consiglio fu descritto come "un governo parallelo" che approvava leggi e competeva con il governo provvisorio ufficiale, i cui membri principali provenivano dal consiglio.
Esso funzionò come governo indiscusso dell'Iran dalle dimissioni di Bazargan e del resto del Governo ad interim fino alla formazione del primo parlamento (6 novembre 1979 - 12 agosto 1980).
Tra le azioni intraprese dal Consiglio ci furono: la creazione nell'aprile 1979 dei tribunali rivoluzionari per processare e giustiziare i nemici della rivoluzione; la nazionalizzazione delle imprese; la consegna di un ultimatum nell'aprile 1980 ai gruppi di sinistra affinché lasciassero le università iraniane. In seguito, un "gran numero" di esponenti di sinistra furono "uccisi o feriti".
I membri del Consiglio non erano pienamente concordi su come volevano che fosse governato l’Iran. Abolhassan Banisadr, Ebrahim Yazdi e Sadegh Ghotbzadeh e l'ayatollah Mahmoud Taleghani erano favorevoli a un governo democratico, mentre Khomeini, Beheshti e altri religiosi desideravano una costituzione con un consiglio ma senza un parlamento eletto, poiché la legge si sarebbe basata sulla Sharia interpretata dal mujtahid. La visione successiva prevalse dopo che l'assassinio dell'Ayatollah Mutahhari e la morte dell'Ayatollah Mahmoud Taleghani il 10 settembre 1979 rafforzarono notevolmente la mano degli islamisti.

## Membri
Secondo Mehdi Bazargan, i membri del consiglio erano i seguenti:
| Prima del febbraio 1979      | Febbraio-luglio 1979 | Febbraio-luglio 1979 | Luglio-novembre 1979 | Luglio-novembre 1979 | Novembre 1979-luglio 1980 |
| ---------------------------- | -------------------- | -------------------- | -------------------- | -------------------- | ------------------------- |
| Morteza Motahhari            | Morteza Motahhari    | assassinato          | assassinato          | assassinato          | assassinato               |
| Mahmud Taleghani             | Mahmud Taleghani     | Mahmud Taleghani     | Mahmud Taleghani     | deceduto             | deceduto                  |
| Valiollah Qarani             | Valiollah Qarani     | assassinato          | assassinato          | assassinato          | assassinato               |
| Akbar Hashemi Rafsanjani     |                      |                      |                      |                      |                           |
| Mohammad Beheshti            |                      |                      |                      |                      |                           |
| Mohammad Reza Mahdavi Kani   |                      |                      |                      |                      |                           |
| Abdul-Karim Mousavi Ardebili |                      |                      |                      |                      |                           |
| Mohammad-Javad Bahonar       |                      |                      |                      |                      |                           |
| Ebrahim Yazdi                | Al governo a interim | Al governo a interim | Al governo a interim | Al governo a interim | —                         |
| Yadollah Sahabi              | Al governo a interim | Al governo a interim | Al governo a interim | Al governo a interim | —                         |
| Ahmad Sayyed Javadi          | Al governo a interim | Al governo a interim | Al governo a interim | Al governo a interim | —                         |
| Mostafa Katiraei             | Al governo a interim | Al governo a interim | Mostafa Katiraei     | —                    | —                         |
| Mehdi Bazargan               | Al governo a interim | Al governo a interim | Mehdi Bazargan       | Mehdi Bazargan       | Mehdi Bazargan            |
| Ezzatollah Sahabi            |                      |                      |                      |                      |                           |
| Abbas Sheybani               |                      |                      |                      |                      |                           |
| —                            | Ali Khamenei         | Ali Khamenei         | Ali Khamenei         | Ali Khamenei         | Ali Khamenei              |
| —                            | Ali-Asghar Masoudi   | Ali-Asghar Masoudi   | —                    | —                    | —                         |
| —                            | Abolhassan Banisadr  | Abolhassan Banisadr  | Abolhassan Banisadr  | Abolhassan Banisadr  | Abolhassan Banisadr       |
| —                            | Sadegh Ghotbzadeh    | Sadegh Ghotbzadeh    | Sadegh Ghotbzadeh    | Sadegh Ghotbzadeh    | Sadegh Ghotbzadeh         |
| —                            | Mir-Hossein Mousavi  | Mir-Hossein Mousavi  | -                    | -                    | -                         |
| —                            | Habibollah Payman    | Habibollah Payman    | -                    | -                    | -                         |
| —                            | Ahmad Jalali         | Ahmad Jalali         | -                    | -                    | -                         |
| —                            | —                    | —                    | Ali Akbar Moinfar    | Ali Akbar Moinfar    | Ali Akbar Moinfar         |
| —                            | —                    | —                    | Reza Sadr            | Reza Sadr            | Reza Sadr                 |

### Presidenti
| # | Presidente          | Presidente | Inizio dell'incarico                            | Fine dell'incarico | Partito politico                    |
| - | ------------------- | ---------- | ----------------------------------------------- | ------------------ | ----------------------------------- |
| 1 | Morteza Motahhari   |            | novembre 1978 circa 12 gennaio 1979 (ufficiale) | 1º maggio 1979     | Associazione dei Chierici Militanti |
| 2 | Mahmud Taleghani    |            | 1º maggio 1979                                  | 9 settembre 1979   | Movimento di Liberazione            |
| 3 | Mohammad Beheshti   |            | 9 settembre 1979                                | 7 febbraio 1980    | Partito Islamico Repubblicano       |
| 4 | Abolhassan Banisadr |            | 7 febbraio 1980                                 | 11 agosto 1980     | Indipendente                        |